# Kukały
Kukały – wieś sołectwo w Polsce położona w województwie mazowieckim, w powiecie grójeckim, w gminie Chynów.
W roku 1368 – wieś otrzymał biskup poznański Jan V od księcia Siemowita III w zamian za 2 wsie leżące pod Czerskiem (Biskupice i Kościelisko - wymieniane w przywilejach w 1297 i 1350 r.). Należały do biskupiego klucza we Wrociszewie.
W 1576 r. należały do parafii w Drwalewie, leżącej w granicach powiatu grójeckiego w ziemi czerskiej.
W roku 1603 - dziesięcina z tej wsi należała do uposażenia kościoła w Drwalewie.
W latach 1975–1998 miejscowość administracyjnie należała do województwa radomskiego.